# Cryptachaea sicki
Cryptachaea sicki là một loài nhện trong họ Theridiidae.
Loài này thuộc chi Cryptachaea. Cryptachaea sicki được Herbert Walter Levi miêu tả năm 1963.